# EnVision
EnVision è una missione spaziale dell'Agenzia spaziale europea diretta verso Venere che dovrebbe eseguire mappature radar ad alta risoluzione del pianeta e studiarne l'atmosfera. Lo scopo principale della missione è aiutare gli scienziati a comprendere le relazioni tra l'attività geologica e l'atmosfera del pianeta, indagando sul motivo per cui Venere e la Terra abbiano intrapreso percorsi evolutivi così diversi. La sonda è stata selezionata come quinta missione di classe media (M5) del programma Cosmic Vision dell'ESA nel giugno 2021, con lancio previsto per il 2031. La missione sarà condotta in collaborazione con la NASA, con la potenziale condivisione delle responsabilità attualmente in fase di valutazione.

## Contesto
Venere è un pianeta terrestre con caratteristiche molto vicine a quelle della Terra: le dimensioni e la composizione sono molto simili, ed è solo un po' più vicino al Sole rispetto alla Terra. Agli albori del sistema solare la sua atmosfera era probabilmente simile a quella terrestre con acqua liquida presente in abbondanza sulla sua superficie. Ma successivamente i due pianeti si sono evoluti in modo divergente: nonostante Venere si trovi ancora all'interno della zona abitabile del sistema solare, la temperatura sulla sua superficie supera i 460 °C (superiore alla temperatura di fusione del piombo) e la pressione atmosferica di 93 bar è equivalente a quella che si incontra quando ci si immerge in mare a una profondità di 1000 metri, dove si avventurano solo i sottomarini di ricerca. La sua atmosfera, priva di acqua, è composta principalmente da anidride carbonica e azoto, con nubi di acido solforico.
Sebbene venti missioni esplorative abbiano già studiato Venere dall'inizio dell'era spaziale, gli scienziati non hanno ancora dati per spiegare questa divergenza nell'evoluzione dei due pianeti. Venere infatti è difficile da studiare: uno spesso strato di nubi senza struttura apparente la ricopre completamente e la sopravvivenza delle sonde inviate sulla sua superficie è limitata a poche decine di minuti, a causa delle condizioni infernali che vi regnano, dovute in particolar modo all'effetto serra incontrollato. La comprensione di Venere è essenziale per capire l'evoluzione passata e futura del sistema solare interno, inoltre diversi pianeti extrasolari nella zona abitabile delle loro stelle ricevono mediamente il flusso di radiazioni che riceve Venere dal Sole, e la conoscenza di Venere potrebbe quindi essere importante anche per l'interpretazione dei dati raccolti a seconda del metodo di rilevamento degli esopianeti.
I planetologi si erano lamentati della scarsa attenzione verso Venere degli ultimi decenni. Dopo la missione Magellano della NASA nel 1989, solo due sonde minori sono state lanciate negli anni 2000 e 2010 per l'esplorazione di Venere: la Venus Express dell'ESA e la Akatsuki della JAXA. Ciò è dovuto, oltre alle estreme condizioni ambientali, anche ai grandi sforzi compiuti per l'esplorazione di Marte; la NASA ad esempio, dopo la Magellano ha dedicato ben 28,5 miliardi di dollari del suo budget al pianeta rosso, e solo 3,7 miliardi a Venere.

## Obiettivi
EnVision fornirà nuove informazioni sulla storia geologica attraverso immagini complementari, polarimetria, radiometria e spettroscopia della superficie abbinate a sondaggi del sottosuolo e mappatura gravimetrica; cercherà i segni termici, morfologici e gassosi dell'attività vulcanica e di altre attività geologiche, tracciando le specie volatili fino alle loro fonti, dalla mesosfera fino al sottosuolo. Le misurazioni scientifiche di base includono: mappatura ad alta risoluzione di obiettivi specifici, cambiamento della superficie, geomorfologia, topografia, sottosuolo, emissione termica, concentrazione dell'anidride solforosa e del vapor acqueo, gravità, velocità di rotazione e asse di rotazione. Gli obiettivi specifici della missione sono:
- Determinare il livello e la natura dell'attività corrente
- Determinare la sequenza di eventi geologici che hanno generato la sua gamma di caratteristiche superficiali
- Valutare se Venere un tempo fosse ospitale per la vita e se fossero presenti oceani
- Comprendere la struttura geodinamica che controlla il rilascio di calore interno nel corso della storia del pianeta

## Strumenti scientifici
EnVision è una missione dell'ESA in collaborazione con la NASA con contributi dei singoli stati membri dell'ESA per la fornitura degli strumenti. La NASA sta contribuendo con lo strumento VenSAR e fornisce il supporto DSN. Gli altri strumenti di carico utile sono forniti dagli stati membri dell'ESA, con ASI, DLR, BELSPO e CNES che si occuperanno rispettivamente degli strumenti SRS, VenSpec-M, VenSpec-H e VenSpec-U.
- Venus Synthetic Aperture Radar (VenSAR): radar ad apertura sintetica che opera a 3,2 GHz nella banda S (lunghezza d'onda di 9,4 cm). VenSAR fornirà diverse tecniche di imaging e distanza da un'orbita polare: (1) mappatura della superficie regionale, (2) topografia globale e altimetria, (3) imaging stereo, (4) radiometria e scatterometria superficiale, (5) polarimetria superficiale, ( 6) la possibilità di interferometria a passaggi ripetuti. Il radar ad apertura sintetica in banda S del Jet Propulsion Laboratory è attualmente sottoposto a valutazione scientifica, tecnica e programmatica da parte della NASA. Un SAR è una versatile tecnologia di telerilevamento che ha capacità uniche per determinare informazioni geofisiche spesso non disponibili attraverso altri metodi. VenSAR caratterizzerà le prove strutturali e geomorfiche dei processi che hanno plasmato la storia geologica di Venere, oltre a caratterizzare l'attuale attività vulcanica, tettonica e sedimentaria. Il principal investigator del radar ad apertura sintetica è Scott Hensley, del JPL.
- Venus Subsurface Radar Sounder (SRS) che sarà un'antenna a dipolo fisso operante nella gamma 9–30 MHz. SRS cercherà i confini degli strati di materiali del sottosuolo in diversi terreni che includono crateri da impatto e il loro riempimento, crateri sepolti, tesserae, pianure, colate laviche e caratteristiche tettoniche, al fine di fornire relazioni stratigrafiche a vari intervalli di profondità. Il principale responsabile del SRS è Lorenzo Bruzzone, dell'Università di Trento.
- Venus Spectroscopy Suite (VenSpec), suite di spettrometria composta da tre strumenti distinti: VenSpec-M, VenSpec-H e VenSpec-U. VenSpec-M fornirà dati compositivi sui tipi di roccia, VenSpec-H eseguirà misurazioni atmosferiche ad altissima risoluzione e VenSpec-U monitorerà le specie minori solforate (principalmente monossido di zolfo e SO2). Questa suite cercherà variazioni temporali delle temperature superficiali e delle concentrazioni troposferiche di gas vulcanici, indicative di eruzioni vulcaniche. Il ricercatore principale di Venus Spectroscopy è Jörn Helbert, del DLR Institute of Planetary Research di Berlino.